# Stopplaats Kochcice-Glinica
Stopplaats Kochcice-Glinica is een spoorweghalte nabij de Poolse plaats Kochcice. 

## Geschiedenis
Kochcice lag langs een reeds actieve spoorlijn en ter hoogte van het dorp stond vanaf het begin een blokpost. In de jaren 1980 werd een plan opgevat om langs de spoorlijn een halte te openen om zo Kochcice, Glinica en andere dorpen in de omgeving beter te ontsluiten. Uiteindelijk is daarvan afgezien en op enig moment werd het goederenspoor bij de blokpost ontmanteld.
Op 13 december 2020 werd de halte Kochcice-Glinica alsnog geopend.